# عربی مراکشی غربی
عربی مراکشی غربی یک زنجیره گویشی از گویش‌های هلالی عربی است که عمدتاً در دشت‌های غرب و مرکز-غرب مراکش تکلم می‌شود.
این گونه را می‌توان به سه گویش شمالی، مرکزی و جنوبی تقسیم کرد.